# Bigastro (kommunhuvudort)
Bigastro är en kommunhuvudort i Spanien.   Den ligger i provinsen Provincia de Alicante och regionen Valencia, i den sydöstra delen av landet, 400 km sydost om huvudstaden Madrid. Bigastro ligger 32 meter över havet och antalet invånare är 5 770.
Terrängen runt Bigastro är platt åt sydost, men åt nordväst är den kuperad.Runt Bigastro är det ganska tätbefolkat, med 207 invånare per kvadratkilometer. Närmaste större samhälle är Orihuela, 4,7 km nordväst om Bigastro. Trakten runt Bigastro består till största delen av jordbruksmark.